# فوكر 100
فوكر 100  أو إف 100 (بالإنجليزية: Fokker 100)‏ هي طائرة رحلات جوية، ذات بدن ضيق، قصيرة المدى، وذات محركين توربيني مروحي، ذات 100 مقعدا، أُنتجت عام 1992م في هولندا. من صناعة فوكر. حققت مبيعات قوية عند عرضها في أواخر عقد الثمانينات، ولكن تراجعت المبيعات بعد زيادة المنافسة. انتهى الإنتاج في عام 1997 مع 283 طائرة تم تسليمها. في تموز 2012، لا تزال 156 فوكر 100 طائرة في الخدمة الجوية مع 30 شركة طيران حول العالم.

## المستخدمون
- الخطوط الجوية السويسرية
- تحالف الخطوط الجوية
- الخطوط الجوية النمساوية
- سكاي ويست
- إيران للطيران